# 그레트나 FC

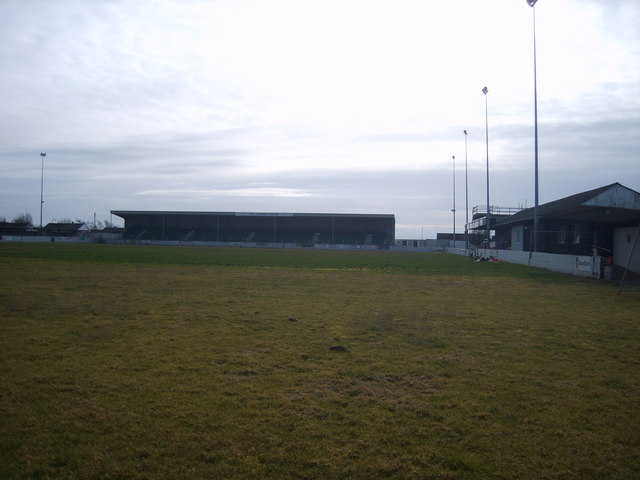

그레트나 FC(Gretna Football Club, Gretna F.C.)는 1946년에 창단된 스코틀랜드 그레트나의 축구 클럽이다.
이 팀은 2006년 스코틀랜드 컵에서 준우승을 차지했고 2006-07 스코틀랜드 풋볼 리그 1부 시즌에서 1위를 차지하여 스코틀랜드 프리미어리그로 승격되기도 하였지만 2008년 구단이 파산되면서 해체되고 만다.

## 성적
- 스코틀랜드 컵 준우승 1회 (2006)
- 스코틀랜드 풋볼 리그 1부 우승 1회 (2007)
- 스코틀랜드 풋볼 리그 2부 우승 1회 (2006)
- 스코틀랜드 풋볼 리그 3부 우승 1회 (2005)

## 선수 명단

### 역대
- 에릭 파르탈루(2006 ~ 2008)